# Nykirke Sogn (Nordfrisland)
Nykirke Sogn (på tysk Kirchspiel Rodenäs) er et sogn i det nordvestlige Sydslesvig, tidligere i Viding Herred (Tønder Amt), nu Nykirke Kommune i Nordfrislands Kreds i delstaten Slesvig-Holsten. 
I Nykirke Sogn findes flg. stednavne:
- Bondesgaarde (Bundesgaard)
- Brunsoddekog (en del)
- Bæver (Bever)
- Bævertoft (Bevertoft)
- Bønhallig
- Dambøl (Dammbüll)
- Damhusum
- Feddersbøl (delt i Store og Lille Feddersbøl, på tysk Feddersbüll)
- Fegetask (Fegetasch)
- Gudskog (en del, Gotteskoog)
- Hattersbøl på Hattersbølhallig (Hattersbüllhallig)
- Hesbøl (delt i Nørre og Sønder Hesbøl, Hesbüll)
- Hjørne
- Hornborg
- Hyltoft (Hülltoft)
- Jacobsværre (Jakobswarft)
- Nordøstdige
- Nydam
- Nykirke (Neukirchen)
- Nyhus
- Nørremark
- Otshusum
- Rønneshjørne
- Segelsbøl
- Store Hallig
- Søbøl (Seebüll)
- Sønderdige
- Østerdige